# Cryptocheiridium lucifugum
Cryptocheiridium lucifugum es una especie de arácnido del orden Pseudoscorpionida de la familia Cheiridiidae.

## Distribución geográfica
Se encuentra en Malasia.